# Revel (Haute-Garonne)
 For alternative betydninger, se Revel. (Se også artikler, som begynder med Revel)
Revel er en fransk kommune og bysamfund beliggende i Haute-Garonne, ca. 54 km øst for Toulouse i det sydvestlige Frankrig.